# Metaphycus pulvinariae
Metaphycus pulvinariae är en stekelart som först beskrevs av Howard 1881.  Metaphycus pulvinariae ingår i släktet Metaphycus och familjen sköldlussteklar. Inga underarter finns listade i Catalogue of Life.